# Histoire postale du Nouveau-Brunswick
La province canadienne du Nouveau-Brunswick a eu son propre service postal de 1851 à mars 1868, l'émission des timbres de la confédération canadienne ayant lieu le 1er avril suivant. 

## Émission enpence(1851)
(Note : numéros selon le Catalogue Scott)
Émis le 6 septembre 1851, ces timbres, non dentelés, sont imprimés sur du papier bleu, dans une imprimerie de Londres. Il s'agit de gravures représentant des symboles britanniques (Couronne de Grande-Bretagne entourée de 4 fleurs héraldiques du Royaume-Uni), disposés à l'intérieur d'un carré posé sur la pointe.
Quelques-uns ont été imprimés sur du papier blanc.
À l'usage, il était possible de couper le timbre en deux pour l'utiliser à la moitié de sa valeur.
- no.1 : 3 pence, rouge,
- no.2 : 6 pence, olive jaune,
- no.3 : 1 shilling, rouge violet brillant,
- no.4 : 1 shilling avec une nuance violet pâle.

Tous les timbres de la série sont rares et peuvent valoir de quelques centaines à plusieurs milliers de dollars canadiens (2006), voire plus sur lettre, notamment utilisés coupés.

## Émission en cents (1860)
Réalisée par l'American Banknote Company de New York, cette émission est illustrée.
- no.6 : 1 cent, lilas rouge, locomotive,
- no.7 : 2 cent, orange, Reine Victoria,
- no.8 : 5 cents, vert-jaune, Reine Victoria,
- no.9 : 10 cents, vermillion, Reine Victoria,
- no.10 : 12 cents et demi, bleu, bateau à vapeur,
- no.11 : 17 cents, noir, Édouard, Prince de Galles.

Les timbres au type Reine Victoria reprennent l'effigie Chalon, déjà utilisée depuis 1851 dans la province du Canada (Ontario et Québec actuels) et 1853 en Nouvelle-Écosse.
Les timbres de 1 cent et de 12 cents et demi seraient les premiers timbres-poste des thématiques ferroviaire et maritime.

## Charles Connell

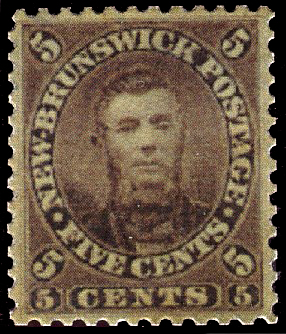
Le timbre à l'effigie de Charles Connell.

Charles Connell est nommé Maître des Postes du Nouveau-Brunswick en 1859 et doit la même année préparer l'émission d'une nouvelle série de timbres-poste libellés en centimes de dollars canadiens, qui remplacent le système de livres, shillings et pence. Il passe contrat avec l'American Banknote Company pour des timbres d'1, 5, 10 et 12,5 cents et a déjà choisi leur sujet quand il doit ajouter la valeur de 17 cents pour les lettres en direction du Royaume-Uni via New York. Finalement, c'est le 5 cents se trouvent sans illustration prévue et est livré avec le portrait de Connell à la stupéfaction des membres du gouvernement de la colonie, sans que la cause soit connue.
Le gouverneur met son veto à l'émission de ce timbre et le Conseil de la colonie décide d'utiliser le portrait de la reine Victoria, d'après l'effigie Chalon avec un nouveau cadre. Connell est remplacé.
Connell est contraint de racheter les timbres pour 56 livres et 15 shillings. Il en brûle une importante quantité devant sa maison à Woodstock. Cependant, il en conserve en souvenir qu'il offre à ses invités, collés sur les menus d'un banquet, à des correspondants qui lui en demandent et deux feuilles offertes à ses deux filles (une de ces feuilles est brûlée par sa propriétaire).
Ce timbre est l'un des plus recherchés au monde et il peut se vendre à des dizaines de milliers de dollars. Le numéro 8 a ensuite été émis à sa place.[réf. nécessaire]

## Période canadienne
À partir de mars 1868, le Nouveau-Brunswick, qui a rejoint la confédération canadienne l'année précédente, utilise désormais les timbres du Canada. Il devient donc une province classique.
Quatre villes ont émis des timbres préoblitérés : Fredericton, Moncton, Sackville et St John.

### Sources
- Catalogue Scott.
- Übersee-Katalog. Nord- und Mittelamerika, éd. Michel, 2000, page 340.